# Franciszek von Morawski

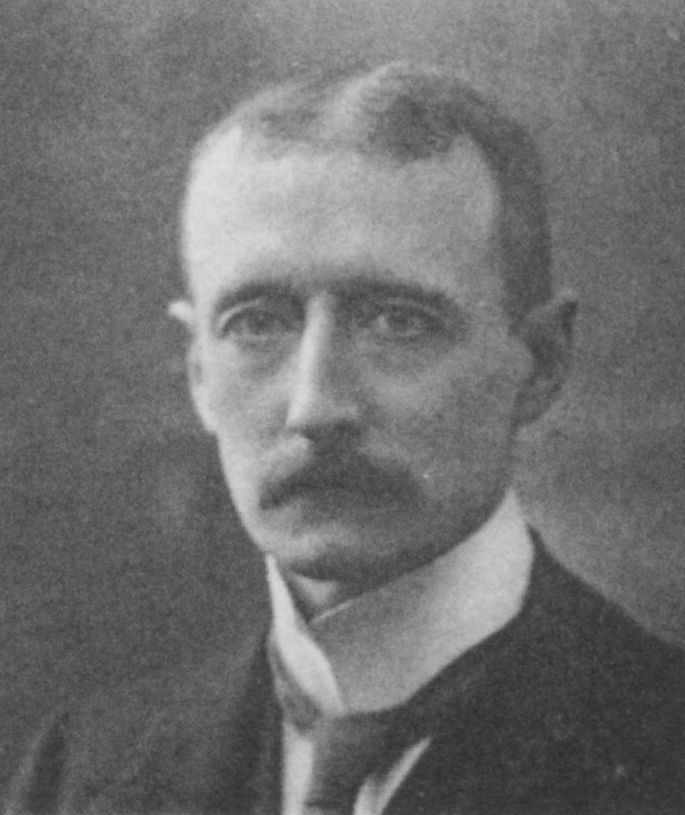
Franciszek von Morawski als Reichstagsabgeordneter 1912

Franciszek Dionizy Morawski-Dzierzykraj (dt. Franz von Morawski-Dzierzykraj; * 4. August 1868 auf Gut Lubonia; † 2. Januar 1938 in Krakau) war ein polnischer Gutsbesitzer, Publizist und Politiker der polnischen Minderheit im Deutschen Kaiserreich.

## Leben
Er erhielt zunächst Privatunterricht und besuchte später das Gymnasium in Lissa. Danach besuchte er die Universitäten in Breslau und München sowie die École des sciences politiques und das Institut agronomique in Paris. Danach bewirtschaftete er seine vor allem in Österreich gelegenen Güter. Später lebte er als Rentier und Publizist. Er schrieb zu politischen und nationalökonomischen Themen. Diese erschienen in polnischer, deutscher und französischer Sprache. Er war auch Herausgeber und Redakteur eines konservativ-klerikalen Blattes.
Er war Mitglied des Provinziallandtages der Provinz Posen, zeitweise war er Vizemarschall der Versammlung. Vom 8. November 1910 bis 1918 war er Mitglied des Reichstages und von 1913 bis 1917 Mitglied des Preußischen Abgeordnetenhauses, aus dem er mit seinem Übertritt ins Preußische Herrenhaus ausschied. In beiden Parlamenten gehörte er der polnischen Fraktion an. Am 17. Januar 1917 wurde er ins Preußische Herrenhauses berufen. Nach der Wiedergründung des polnischen Staates gehörte er dem Sejm an.

## Veröffentlichungen
- Der kommende Tag. Erwägungen über die Neuordnung des Bodenbesitzes in Deutschland. Selbstverlag, 1909